# Aeroporto di Battambang
L'Aeroporto di Battambang (IATA: BBM, ICAO: VDBG) è un aeroporto della Cambogia situato a Battambang, capoluogo dell'omonima provincia. È gestito dalla Royal Cambodian Air Force.
L'aeroporto si trova ad un'altitudine di 18 m sul livello del mare ed ha una pista in bitume con orientamento 07/25, lunga 1.600 m e largha 34 metri. Il piazzale di sosta copre un'area di 40.000m² su di cui si affacciano la torre di controllo, l'aerostazione ed edifici accessori per il ricovero di piccoli aeromobili.
Nonostante non vi sia programmato nessun volo commerciale lo scalo è permanentemente presidiato da circa 30 militari.

## Storia
L'aeroporto fu costruito nel 1968 come base aerea per l'aviazione militare della Repubblica Khmer ed era la seconda base per grandezza del paese. Con l'incrementarsi delle ostilità della guerra civile, nell'agosto del 1970 la base divenne accademia delle forze aeree. Con la nascita della Repubblica Popolare di Kampuchea l'aeroporto fu abbandonato fino al 1993 quando fu riattivato come base logistica per i voli dell'ONU per la missione di pace dell'UNTAC ospitando 6 elicotteri UH-60 Black Hawk della Australian Army Aviation. Terminata la missione l'aeroporto è passato sotto il controllo del nuovo governo cambogiano ma è stato scarsamente utilizzato.

## Incidenti
- 27 giugno 1974, un Boeing 307 Stratoliner della Cambodia Air Commercial con 6 membri di equipaggio e 33 passeggeri partì da Battambang con destinazione l'aeroporto di Phnom Penh-Pochentong ma 3 minuti dopo il decollo perse potenza su 3 dei 4 motori e fu forzato ad effettuare un atterraggio d'emergenza in una risaia. Dall'impatto al suolo scaturì un incendio che costo la vita a 19 dei 39 occupanti del volo[6].
- 25 dicembre 1974, un volo cargo effettuato con un Curtiss C-46 Commando della Cambodian International Airlines decollò da Battambang con destinazione l'aeroporto di Phnom Penh-Pochentong ma dopo circa 130 km di volo, all'altezza di Bamnak, precipitò nella foresta uccidendo i due occupanti[7].